# Tantalato de lutecio

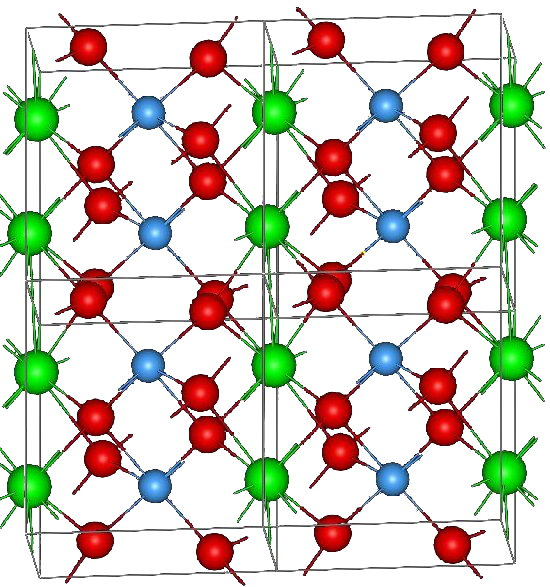
Estructura cristalina de la fase M' de LuTaO4 (o YTaO4). Los colores son rojo (oxígeno), verde (Lu o Y), azul (Ta).

Tantalato de lutecio es un compuesto químico de lutecio, tantalio y oxígeno con la fórmula LuTaO4. Con una densidad de 9.81 g/cm³, es el material estable blanco conocido más denso. (Aunque el dióxido de torio, ThO2 también es blanco y tiene una densidad mayor de 10g/cm³, sin embargo es radiactivamente inestable; si bien no es lo suficientemente radioactivo como para hacer que sea inestable como material, incluso su baja tasa de descomposición es todavía demasiado para ciertos usos, como los fosforescentes, para detectar la radiación ionizante) El color blanco y la alta densidad del LuTaO4 le hacen ideal para aplicaciones de fosforescencia, aunque el alto costo del lutecio es un obstáculo.

## Propiedades
En condiciones estándar, LuTaO4 tiene una estructura cristalina de tipo fergusonita monoclínica (etiquetada como M'; símbolo de Pearson mP12, grupo espacial = P2/a, nº13). Esto se puede cambiar a una estructura I2/a (M) por recocido a 1600 °C. Ambas estructuras son estables en condiciones estándar. En la estructura M', el átomo de lutecio está 8 veces coordinado con el oxígeno y forma un antiprisma distorsionado con una simetría de sitio C2 . La estructura del tantalato de lutecio es idéntica a la del tantalato de itrio (YTaO 4 ) y el tantalato de gadolinio (GdTaO 4 ).
El tantalato de lutecio en sí es débilmente fluorescente. La emisión brillante se logra mediante la incorporación de pequeñas cantidades (alrededor del 1%) de varios dopantes de tierras raras durante el proceso de crecimiento de cristales, por ejemplo, con europio (línea roja aguda en 610 nm), samario (rojo: 610 nm), terbio (verde-amarillo: 495 y 545 nm), praseodimio (rojo: 615 nm), tulio (azul: 455   nm), disprosio (naranja: 580 nm) o niobio (azul: 400 nm, genera pico ancho). La emisión se excita mejor con electrones, rayos X o luz ultravioleta a 220 nm. La alta densidad de LuTaO4 favorece la excitación por rayos X, que tiene una absorción relativamente más eficiente y más fuerte en LuTaO4, en comparación con otros materiales. El LuTaO4 también presenta termoluminiscencia - brilla en la oscuridad cuando se calienta después de la iluminación.

## Preparación
Para preparar una muestra de tantalato de lutecio, se mezclan polvos de lutecio y óxidos de tántalo (Lu2O3 y Ta2O5) y se recocen a una temperatura superior a 1200 °C durante varias horas. Para preparar un fosforescente, se agrega a la mezcla una pequeña fracción del material apropiado, como un óxido de otro metal de tierras raras, antes de recocer. Después de enfriar, el producto se lixivia con agua, se lava, se filtra y se seca, dando como resultado un polvo blanco que consiste en partículas de LuTaO4 de tamaño micrométrico.